# Кольчагуа (провінція)
Провінція Кольчагуа (ісп. Provincia de Colchagua) — провінція у Чилі у складі області О'Хіггінс. Адміністративний центр — Сан-Фернандо. Складається з 10 комун. Територія — 5678 км². Населення — 196 566 осіб. Густота населення — 34,62 чол/км ².

## Географія
Провінція межує:
- на півночі — провінція Качапоаль
- на сході — Мендоса (Аргентина)
- на півдні — провінція Курико
- на заході — провінції Карденаль-Каро

## Адміністративний поділ
Провінція склдається з 10 комун:
- Чепіка. Адміністративний центр — Чепіка.
- Чимбаронго. Адміністративний центр — Чимбаронго.
- Лололь. Адміністративний центр — Лололь.
- Нанкагуа. Адміністративний центр — Нанкагуа.
- Палмілья. Адміністративний центр — Палмілья.
- Пералільйо. Адміністративний центр — Пералільйо.
- Пласілья. Адміністративний центр — Пласілья.
- Пуманке. Адміністративний центр — Пуманке.
- Сан-Фернандо. Адміністративний центр — Сан-Фернандо.
- Санта-Крус. Адміністративний центр — Санта-Крус.